# Lumea secretă a lui Arrietty
Lumea secretă a lui Arrietty este un film de animație fantastic japonez din 2010, regizat de Hiromasa Yonebayashi, ca debut regizoral, animat de Studio Ghibli pentru Nippon Television, Dentsu, Hakuhodo DY Media Partners, Walt Disney Japan, Mitsubishi, Tōhō și Wild Bunch. Scenariul este scris de Hayao Miyazaki și Keiko Niwa, după romanul din 1952 The Borrowers de Mary Norton, scriitoare engleză de cărți pentru copii. Prezintă o familie de oameni minusculi care trăiesc în secret în pereții și podelele unei gospodării obișnuite, împrumutând lucruri de la oameni pentru a supraviețui. În roluri principale (de voce) interpretează actorii Mirai Shida, Ryunosuke Kamiki, Shinobu Otake, Keiko Takeshita, Tatsuya Fujiwara, Tomokazu Miura și Kirin Kiki.
Filmul arată povestea unei tinere fete minuscule (Arrietty) care se împrietenește cu un băiat uman (Sho), în timp ce încearcă să evite să fie văzută de ceilalți oameni.
Studioul Ghibli a anunțat filmul la sfârșitul anului 2009. Miyazaki a supervizat producția ca planificator de dezvoltare. Actorii de voce au fost angajați în aprilie 2010, iar Cécile Corbel⁠(d) a scris coloana sonoră a filmului, precum și melodia tematică. Acest film marchează debutul cinematografic al lui Yonebayashi, iar dublajul britanic marchează debutul cinematografic al lui Tom Holland.
Filmul a fost lansat în Japonia la 17 iulie 2010, de Toho, și a primit recenzii pozitive din partea criticilor, care au lăudat animația și muzica sa. A devenit filmul japonez cu cele mai mari încasări la box office-ul japonez în anul 2010  și a încasat peste 145 de milioane de dolari americani în întreaga lume. Filmul a primit, de asemenea, premiul pentru animația anului la cea de-a 34-a ediție a ceremoniei de decernare a Premiilor Academiei Japoneze.  Au fost produse două versiuni în limba engleză, o dublare britanică lansată în Regatul Unit la 29 iulie 2011 de Optimum Releasing⁠(d) și o dublare americană lansată în America de Nord la 17 februarie 2012 de Walt Disney Pictures.

## Rezumat
Un băiat, Shō, povestește despre săptămâna de vară pe care a petrecut-o acasă în casa mamei sale împreună cu mătușa sa (sora mamei), Sadako, și cu menajera, Haru. Când sosește Shō, acesta o zărește pe Arrietty, o fată minusculă, ascunsă printre plante.
Noaptea, tatăl lui Arrietty, Pod, o duce în prima ei misiune de „împrumut”, pentru a lua zahăr și hârtie. După ce găsesc un cub de zahăr din bucătărie, călătoresc într-un dormitor în care intră printr-o casă de păpuși. Acesta este dormitorul lui Shō; el o vede pe Arrietty când aceasta încearcă să ia un șervețel de pe masa sa. Ea tresare și scapă pe jos cubul de zahăr. Shō încearcă s-o strige, dar Pod și Arrietty pleacă.
A doua zi, Shō pune cubul de zahăr și un bilet mic lângă gura de aerisire. Pod o avertizează pe Arrietty să nu le ia, deoarece existența lor trebuie ținută secretă de oameni. Touși, ea se furișează să-l viziteze pe Shō în dormitorul său. Fără să i se arate, îi spune să-i lase familia în pace, dar în curând au o conversație, care este întreruptă de o cioară. Pasărea o atacă pe Arrietty, dar Shō o salvează. Acasă, Arrietty este certată de tatăl ei. Realizând că au fost văzuți, Pod și soția sa, Homily, decid să se mute. Shō află de la Sadako că mama și bunicul său au observat prezența ființelor minuscule (Borrowers) în casă și au construit o casă de păpuși pentru ei, dar nu au mai fost văzuți de atunci.
Pod se întoarce rănit dintr-o misiune de împrumut și este ajutat acasă de Spiller, un minuscul care trăiește în sălbăticie. Shō ridică podeaua care ascunde gospodăria familiei de minusculi și le înlocuiește bucătăria cu ce din casa de păpuși, pentru a arăta că speră ca ei să rămână. Totuși, aceștia sunt speriați de acest lucru și își intensifică procesul de mutare. Pod își revine, iar Arrietty își ia rămas bun de la Shō. Shō își cere scuze că i-a forțat să se mute și îi dezvăluie că are o afecțiune cardiacă de la naștere și va fi supus unei operații în câteva zile, cu șanse mici de succes. El acceptă acest lucru, spunând că orice ființă vie moare.
Haru observă că podeaua a fost mișcată. Ea dezgroapă casa minusculilor și o prinde pe Homily. Alertată de țipetele mamei sale, Arrietty vine să investigheze. Întristat de plecarea ei, Shō se întoarce în camera sa. Haru o încuie pe Homily într-un borcan din cămară și cheamă o companie de deratizare. Arrietty cere ajutorul lui Shō; cei doi o salvează pe Homily, apoi băiatul îndepărtează toate urmele, inclusiv pune bucătăria înapoi în casa de păpuși.
În timpul nopții, pe drum spre noua casă, minusculii sunt văzuți de pisica Niya. Apoi Niya îl conduce pe Shō la „râu”, un mic pârâiaș, unde minusculii îl așteaptă pe Spiller să-i ducă mai departe. Shō îi dă lui Arrietty un cub de zahăr și îi spune că va fi mereu parte din sufletul său și că curajul ei și lupta minusculilor pentru supraviețuire l-au convins să vrea să trăiască după operație. Arrietty îi dă agrafa ei de păr, un mic clește de rufe, ca amintire. Familia pleacă într-un ceainic plutitor manevrat de Spiller în căutarea unei case noi.
Versiunea internațională dublată de la Disney conține un monolog final, în care Shō afirmă că nu a mai văzut-o niciodată pe Arrietty. S-a întors în casa de vară un an mai târziu, indicând că operația a avut succes. Cu toate acestea, aude zvonuri despre dispariția unor obiecte din casele vecinilor.